# Георги Миланов (футболист)
Георги Венциславов Миланов е български футболист, продукт на Академия Литекс. Състезател на Динамо Букурещ, както и на българския национален отбор. Роден е на 19 февруари 1992 г. в град Левски, играе като офанзивен полузащитник или втори нападател, но може да се изявява еднакво добре по левия и десния фланг на атаката. Има брат близнак Илия Миланов.

## Клубна кариера

### Литекс Ловеч
Близнаците започват да тренират футбол в родния си град когато са едва 6-годишни. С детския отбор взимат участие в редица турнири и бързо хващат окото на скаутите от водещите български клубове. Родителите им на няколко пъти отхвърлят предложения на Спартак Пл., Левски Сф., ЦСКА. Когато е 10 годишен идва предложение от Литекс, но двете момчета отиват при ловчанлии две години по-късно. През това време пътуват до Ловеч за да тренират с връстниците си и взимат участие в редица срещи и турнири. През 2005 г. Георги и брат му постъпват в Академия Литекс.
След отлични игри идва и признанието, като през февруари 2009 г. наставника на „оранжевите“ Станимир Стоилов ги взима в първия отбор. Георги е неизменен титуляр в юношеския нац.отбор род 92 г. на който е и капитан, както и на националния род. 91 година. През сезон 2008/09 записва общо 75 изиграни мача за различните формации на национала, както и за своята възрастова група в Академия Литекс и дублиращия отбор. На 28 юни 2009 печели шампионата на България при юношите младша възраст, родени 1992 г., като във финала игран в Правец Литекс побеждава връстниците си от Левски Сф. с 4:2, а Георги отбелязва едно от попаденията. На предсезонната лятна подготовка в Холандия Георги взима участие във всичките контроли за първия отбор, като отбелязва и един гол срещу елитния АДО Ден Хааг. Официалният му дебют при мъжете е на 1 август 2009 г. в мач за Суперкупата на България загубен от Левски с 0:1. Първият си гол вкарва седмица по-късно при гостуването на Локомотив Мз. в мач от шампионата на А група и спечелен от „оранжевите“ с 0:5. На 28 август 2009 г. прави и дебют за Литекс в евротурнирите, след като се появява в игра в 104-тата минута на срещата-реванш от четвъртия квалификационен кръг от турнира Лига Европа срещу беларуския БАТЕ Борисов, загубен с 0:4. След контузията на Сандриньо, Миланов заема неговото място и се превръща в основен партньор на Христо Янев в халфовата линия. Бележи още голове срещу ЦСКА в полуфиналния мач от турнира за Купата на България, а на 30 април 2011 носи победата за своите при гостуването на Черно море.
В края на 2012 г. е избран за Футболист № 1 на България, както се превръща в най-младия победител в анкетата и едва вторият след Христо Бонев, който я печели без да играе в чужбина или в софийски отбор.
На същата церемония Миланов печели и втора награда за „Най-добър футболист на А група“ за 2012 година.

### ЦСКА Москва
На 5 юли 2013 г. Миланов подписва петгодишен договор с шампиона на Русия – ЦСКА Москва. Трансферната сума е в размер на 2,75 млн. евро, плюс допълнителен бонус от още един милион, ако българинът играе в повече от 50 % от мачовете на руското първенство, както и в срещите от Шампионската лига. Той избира фланелка с номер 23. Дебютира на 18 август срещу Кубан, влизайки като резерва в последните минути на мача. С времето Миланов заиграва като опорен халф заедно с Понтус Вернблум. Българинът успява да се адаптира в отбора и получава все по-голямо доверие от старши треньора Леонид Слуцкий. На 23 октомври 2013 започва като титуляр в мач от Шампионската лига срещу Манчестър Сити и изиграва пълни 90 минути. Постепенно става един от твърдите титуляри в състава на ЦСКА и на 15 март 2014 г. отбелязва дебютното си попадение, с което „армейците“ печелят дербито със Зенит с 1 – 0.

### Левски София
На 30 юли 2021 г. Миланов подписва договор с Левски (София). През сезон 2021/22 печели Купата на България. За "сините" играе до началото на 2023 г. като записва 4 гола в 41 мача.

### Ал Дафра
В началото на 2023 г. подписва договор с клуба от ОАЕ.

## Статистика

### Клубна кариера
- Последна промяна: 15 ноември 2013

| Клуб         | Сезон    | Дивизия  | Първенство | Първенство | Купа на страната | Купа на страната | Европа | Европа | Общо   | Общо   |
| Клуб         | Сезон    | Дивизия  | Мачове     | Голове     | Мачове           | Голове           | Мачове | Голове | Мачове | Голове |
| ------------ | -------- | -------- | ---------- | ---------- | ---------------- | ---------------- | ------ | ------ | ------ | ------ |
| Литекс Ловеч | 2009/10  | А група  | 27         | 2          | 3                | 1                | 1      | 0      | 31     | 4      |
| Литекс Ловеч | 2010/11  | А група  | 27         | 4          | 4                | 1                | 5      | 0      | 36     | 5      |
| Литекс Ловеч | 2011/12  | А група  | 25         | 6          | 1                | 0                | 6      | 0      | 32     | 6      |
| Литекс Ловеч | 2012/13  | А група  | 27         | 16         | 6                | 3                | –      | –      | 33     | 19     |
| ЦСКА Москва  | 2013/14  | РПЛ      | 22         | 1          | 1                | 0                | 6      | 0      | 32     | 1      |
| Общо         | България | България | 106        | 28         | 14               | 5                | 12     | 0      | 127    | 34     |
| Общо         | Русия    | Русия    | 22         | 1          | 1                | 0                | 6      | 0      | 32     | 0      |

### Национален отбор
| Национален отбор | Национален отбор | Национален отбор |
| Година           | Мачове           | Голове           |
| ---------------- | ---------------- | ---------------- |
| 2011             | 1                | 0                |
| 2012             | 8                | 1                |
| 2013             | 3                | 0                |
| Общо             | 12               | 1                |

## Успехи
Литекс Ловеч
- А група (2): 2009/10, 2010/11
- Суперкупа на България (1): 2010

ЦСКА Москва
- Руска Премиер Лига (2) – 2013/14, 2015/16
- Суперкупа на Русия (2) – 2013, 2014

#### Левски София
- Купа на България (1) – 2021/22

Индивидуални
- Футболист № 1 на България – 2012
- Най-добър футболист на А група – 2012